# Liste der denkmalgeschützten Objekte in Lietava
Die Liste der denkmalgeschützten Objekte in Lietava enthält die 23 nach slowakischen Denkmalschutzvorschriften geschützten Objekte in der Gemeinde Lietava im Okres Žilina.

## Denkmäler
| Foto |                 | Denkmal / č. ÚZPF                                | Standort / Konskr. Nr.                   | Offizielle Beschreibung                           | Beschreibung                                             | Metadaten                                                                     |
| ---- | --------------- | ------------------------------------------------ | ---------------------------------------- | ------------------------------------------------- | -------------------------------------------------------- | ----------------------------------------------------------------------------- |
| BW   | Datei hochladen | Kirche(sk) ObjektID: 511-1351/0                  | Standort KG: Lietava Konskr.Nr.:         | r.k.Povýšenia sv.Kríža; kostol Povýšenie sv.kríža | römisch-katholische Kirche Erhöhung des Heiligen Kreuzes | č. NKP: 511-1351/0 Stand des NKP: 2012-02-08 Name: KOSTOL                     |
| BW   | Datei hochladen | Wehrturm(sk) ObjektID: 511-1352/1                | 614 Standort KG: Lietava Konskr.Nr.: 614 | hradné jadro; Lietavský hrad                      | Burgkern, Burg Lietava                                   | č. NKP: 511-1352/1 Stand des NKP: 2012-02-08 Name: VEŽA HRADNÁ                |
| ja   | Datei hochladen | Burgpalast und Kapelle(sk) ObjektID: 511-1352/2  | 614 Standort KG: Lietava Konskr.Nr.: 614 | hradné jadro                                      | Burgkern                                                 | č. NKP: 511-1352/2 Stand des NKP: 2012-02-08 Name: PALÁC HRADNÝ S KAPLNKOU I. |
| BW   | Datei hochladen | Burgmauer(sk) ObjektID: 511-1352/3               | 614 Standort KG: Lietava Konskr.Nr.: 614 | predhradie I.                                     | 1. Wehr                                                  | č. NKP: 511-1352/3 Stand des NKP: 2012-02-08 Name: MÚR HRADBOVÝ I.            |
| ja   | Datei hochladen | östliche Bastion(sk) ObjektID: 511-1352/4        | 614 Standort KG: Lietava Konskr.Nr.: 614 | predhradie I.                                     | 1. Wehr                                                  | č. NKP: 511-1352/4 Stand des NKP: 2012-02-08 Name: BAŠTA VÝCHODNÁ I.          |
| BW   | Datei hochladen | Wirtschaftsgebäude(sk) ObjektID: 511-1352/5      | 614 Standort KG: Lietava Konskr.Nr.: 614 | predhradie I.                                     | 1. Wehr                                                  | č. NKP: 511-1352/5 Stand des NKP: 2012-02-08 Name: STAVBA HOSPODÁRSKA         |
| BW   | Datei hochladen | nördliche Bastion(sk) ObjektID: 511-1352/6       | 614 Standort KG: Lietava Konskr.Nr.: 614 | predhradie I.                                     | 1. Wehr                                                  | č. NKP: 511-1352/6 Stand des NKP: 2012-02-08 Name: BAŠTA SEVERNÁ ll.          |
| BW   | Datei hochladen | Burgpalast(sk) ObjektID: 511-1352/7              | 614 Standort KG: Lietava Konskr.Nr.: 614 | predhradie I.                                     | 1. Wehr                                                  | č. NKP: 511-1352/7 Stand des NKP: 2012-02-08 Name: PALÁC HRADNÝ II.           |
| BW   | Datei hochladen | Gang(sk) ObjektID: 511-1352/8                    | 614 Standort KG: Lietava Konskr.Nr.: 614 | predhradie I.                                     | 1. Wehr                                                  | č. NKP: 511-1352/8 Stand des NKP: 2012-02-08 Name: KORIDOR                    |
| BW   | Datei hochladen | südöstliche Bastion(sk) ObjektID: 511-1352/9     | 614 Standort KG: Lietava Konskr.Nr.: 614 | predhradie I.                                     | 1. Wehr                                                  | č. NKP: 511-1352/9 Stand des NKP: 2012-02-08 Name: BAŠTA JUHOVÝCHODNÁ III.    |
| BW   | Datei hochladen | Burghof 1(sk) ObjektID: 511-1352/10              | 614 Standort KG: Lietava Konskr.Nr.: 614 | predhradie I.                                     | 1. Wehr                                                  | č. NKP: 511-1352/10 Stand des NKP: 2012-02-08 Name: NÁDVORIE HRADNÉ I.        |
| BW   | Datei hochladen | Burgbrunnen(sk) ObjektID: 511-1352/11            | 614 Standort KG: Lietava Konskr.Nr.: 614 | predhradie I.                                     | 1. Wehr                                                  | č. NKP: 511-1352/11 Stand des NKP: 2012-02-08 Name: STUDŇA HRADNÁ             |
| BW   | Datei hochladen | Burgmauer 2(sk) ObjektID: 511-1352/12            | 614 Standort KG: Lietava Konskr.Nr.: 614 | predhradie II.                                    | 2. Wehr                                                  | č. NKP: 511-1352/12 Stand des NKP: 2012-02-08 Name: MÚR HRADBOVÝ II.          |
| BW   | Datei hochladen | Burgtor 1(sk) ObjektID: 511-1352/13              | 614 Standort KG: Lietava Konskr.Nr.: 614 | predhradie II.; objekt s 2.bránou                 | 2. Wehr                                                  | č. NKP: 511-1352/13 Stand des NKP: 2012-02-08 Name: BRÁNA HRADNÁ I.           |
| BW   | Datei hochladen | nördliche Bastion 1(sk) ObjektID: 511-1352/14    | 614 Standort KG: Lietava Konskr.Nr.: 614 | predhradie II.                                    | 2. Wehr                                                  | č. NKP: 511-1352/14 Stand des NKP: 2012-02-08 Name: BASTIÓN SEVERNÝ I.        |
| BW   | Datei hochladen | nordöstliche Bastion 4(sk) ObjektID: 511-1352/15 | 614 Standort KG: Lietava Konskr.Nr.: 614 | predhradie II.                                    | 2. Wehr                                                  | č. NKP: 511-1352/15 Stand des NKP: 2012-02-08 Name: BAŠTA SEVEROVÝCHODNÁ IV.  |
| BW   | Datei hochladen | Burghof 2(sk) ObjektID: 511-1352/16              | 614 Standort KG: Lietava Konskr.Nr.: 614 | predhradie II.                                    | 2. Wehr                                                  | č. NKP: 511-1352/16 Stand des NKP: 2012-02-08 Name: NÁDVORIE HRADNÉ II.       |
| BW   | Datei hochladen | Burgmauer 3(sk) ObjektID: 511-1352/17            | 614 Standort KG: Lietava Konskr.Nr.: 614 | predhradie III.                                   | 3. Wehr                                                  | č. NKP: 511-1352/17 Stand des NKP: 2012-02-08 Name: MÚR HRADBOVÝ III.         |
| BW   | Datei hochladen | Burgtor 2(sk) ObjektID: 511-1352/18              | 614 Standort KG: Lietava Konskr.Nr.: 614 | predhradie III.; objekt s 1.bránou                | 3. Wehr                                                  | č. NKP: 511-1352/18 Stand des NKP: 2012-02-08 Name: BRÁNA HRADNÁ II.          |
| BW   | Datei hochladen | südliche Bastion 2(sk) ObjektID: 511-1352/19     | 614 Standort KG: Lietava Konskr.Nr.: 614 | predhradie III.                                   | 3. Wehr                                                  | č. NKP: 511-1352/19 Stand des NKP: 2012-02-08 Name: BASTIÓN JUŽNÝ II.         |
| BW   | Datei hochladen | Burghof 3(sk) ObjektID: 511-1352/20              | 614 Standort KG: Lietava Konskr.Nr.: 614 | predhradie III.                                   | 3. Wehr                                                  | č. NKP: 511-1352/20 Stand des NKP: 2012-02-08 Name: NÁDVORIE HRADNÉ III.      |
| BW   | Datei hochladen | Graben(sk) ObjektID: 511-1352/21                 | 614 Standort KG: Lietava Konskr.Nr.: 614 | predhradie III.                                   | 3. Wehr                                                  | č. NKP: 511-1352/21 Stand des NKP: 2012-02-08 Name: PRIEKOPA ŠIJOVÁ           |
| BW   | Datei hochladen | Grabenmauer(sk) ObjektID: 511-1352/22            | 614 Standort KG: Lietava Konskr.Nr.: 614 | predhradie III.                                   | 3. Wehr                                                  | č. NKP: 511-1352/22 Stand des NKP: 2012-02-08 Name: MÚR PRIEKOPOVÝ            |

## Legende
Die Tabelle enthält im Einzelnen folgende Informationen:
| Foto:                    | Fotografie des Denkmals. |
| Denkmal / č. ÚZPF:       | Die Übersetzung der Bezeichnung des Denkmals, wie sie vom Slowakischen Denkmalamt (Pamiatkový úrad Slovenskej republiky) verwendet wird. Die Originalbezeichnung ist unter dem Fragezeichen angegeben. Fehlt die Übersetzung, so wird die Originalbezeichnung direkt angezeigt. Weiters ist die Objekt-Identifikationsnummer (Objekt ID) angeführt. Sie ist die offizielle, in der Slowakei eindeutige Nummer č. ÚZPF inklusive der zugehörigen Zählnummer, wie sie in den Daten des Denkmalamtes angegeben wird. Da diese nur innerhalb eines Landkreises gezählt wird, ist dessen Nummer der Denkmalnummer vorangestellt. |
| Standort:                | Wenn in der Liste vorhanden, ist die Adresse angegeben. In Klammern kann sich noch eine zusätzliche Adresse befinden, wenn es beispielsweise ein Eckhaus ist. Bei freistehenden Objekten ohne Adresse (zum Beispiel bei Bildstöcken) ist eine Adresse angegeben, die in der Nähe des Objekts liegt. Durch Aufruf des Links Standort wird die Lage des Denkmals in verschiedenen Kartenprojekten angezeigt. Darunter sind die Katastralgemeinde (KG) und, wenn vorhanden, die Konskriptionsnummer (Konskr. Nr.) angegeben.                                                                                                   |
| Offizielle Beschreibung: | Es ist die Kurzbeschreibung auf Slowakisch, wie sie in den offiziellen Listen angegeben ist, eingetragen. |
| Beschreibung:            | Kurze Angaben zum Denkmal auf Deutsch. |
| Metadaten:               | Zusätzlich werden, wenn in den persönlichen Einstellungen das Helferlein Dauerhaftes Einblenden von Metadaten aktiviert ist, ebensolche angezeigt. |

- Karte mit allen Koordinaten:
- OSM |
- WikiMap